# 스티븐 후커
스티븐 레즐리 후커(Steven Lesley Hooker, OAM, 1982년 7월 16일 ~ )는 오스트레일리아의 장대높이뛰기 선수로 2008년 베이징 올림픽 금메달리스트이다.

## 생애
멜버른에서 태어나 빅토리아주 노스 벌윈에 있는 벌윈 고등학교에서 수학하였다. 모친 에리카는 1972년 뮌헨 올림픽 참가 선수이며, 1978년 코먼웰스 게임 멀리뛰기 은메달리스트였고, 부친 빌은 1974년 코먼웰스 게임에서 800m와 1600m 릴레이 출전 선수였다. 박스 힐 육상 클럽에서 경력을 시작한 후커는 2006년에만 프로로 전향하였다고 한다.

## 경력
베이징 올림픽에서 올림픽 신기록 5.96m를 세워 금메달을 획득한 후커는 1968년 멕시코시티 올림픽에서 800m를 우승한 랠프 더벨 이래 40년 만에 오스트레일리아 첫 남성 육상 금메달리스트로 숙고되었다. 이듬해 베를린에서 열린 세계 육상 선수권 대회에서 햄스트링에 불구하고 우승을 거두었는 데, 첫 시도의 5.85m를 놓치다가 두 번째 넘기 5.90m를 제거하여 금메달 획득에 성공한 것이다.
2010년 세계 실내 선수권 대회에서 선수권 기록 6.01m를 세워 우승하였다. 그는 또한 2006년과 2010년 코먼웰스 게임 2연패를 거두기도 하였다. 2014년 육상에서 은퇴하였다.